# Wiatkino (obwód włodzimierski)
Wiatkino (ros. Вяткино) – osiedle w Rosji, w obwodzie włodzimierskim, w rejonie sudogodzkim. W 2010 liczyło 1338 mieszkańców.